# Persecution Mania
Persecution Mania är det tyska thrash metal-bandet Sodoms andra studioalbum, utgivet i december 1987 på Steamhammer på vinyl och CD, samt på Metal Mania i Japan i oktober 1989. CD-versionerna innehåller bonusspår från bandets EP-skivor In the Sign of Evil (1985) och Expurse of Sodomy (1987).
Persecution Mania var Sodoms första albumsläpp med gitarristen Frank "Blackfire" Gosdzik.

## Låtlista
Side A
1. "Nuclear Winter" – 5:22
2. "Electrocution" – 3:11
3. "Iron Fist" (Motörhead-cover) – 2:42
4. "Persecution Mania" – 3:36
5. "Enchanted Land" – 3:56

Side B
1. "Procession to Golgatha" (instrumental) – 2:00
2. "Christ Passion" – 6:10
3. "Conjuration" – 3:40
4. "Bombenhagel" – 5:04

Bonusspår på CD-versionen från 1987 och Japanversionen från 1989
1. "Outbreak of Evil" – 3:29
2. "Sodomy and Lust" – 5:10
3. "The Conqueror" – 3:28
4. "My Atonement" – 6:10

## Medverkande
Musiker
- Tom Angelripper – sång, basgitarr
- Frank "Blackfire" Gosdzik – gitarr
- Christian "Witchhunter" Dudek – trummor, slagverk

Bidragande musiker
- Harris Johns – gitarr, bakgrundssång

Produktion
- Harris Johns – producent, inspelningstekniker
- Johannes Beck – omslagskonst